# 黄宗載
黄 宗載（こう そうさい、1366年 - 1444年）は、明代の官僚。またの名は垕。字は厚夫。本貫は隆興府豊城県。

## 生涯
1397年（洪武30年）、進士に及第した。行人に任じられた。四方への使節をつとめたが、贈物を受け取ろうとしなかった。司正に累進した。
1403年（永楽元年）、宗載は推薦により湖広按察司僉事となった。多くの罪人たちが銅鼓と五開の間に流されて兵役についていたが、現地の官吏たちと結んで勝手なふるまいをしていた。宗載はその罪を列挙して、「改めなければ、法によって処断する」と宣告した。あえて違犯する者はいなくなった。武陵には軍籍の者が多く、民家は婚姻によって租税負担が増えるのを懸念して、男女は40歳になっても未婚の者が多かった。宗載は理詰めでこれを説得し、一時に300家あまりが婚姻を結んだ。隣邑にもこれが及んで、婚姻を避ける風習は一変した。宗載は文淵閣に召し出されて『永楽大典』の編纂に参加した。また海運用の巨艦数十隻の建造を監督した。永楽帝の漠北遠征や湖広の反乱鎮圧にあたって、使者の貪婪暴虐のため時期に遅れた。宗載は罪に問われて、楊青駅の駅夫に左遷された。
1418年（永楽16年）、宗載は監察御史として起用され、交趾巡按として出向した。ときに交趾は新たに平定されたばかりで、州県の官の多くは両広と雲南の挙人や歳貢生員のうち遠方での仕官を望む者が任用されており、みな民衆をなだめる能力を欠いていた。1419年（永楽17年）、宗載は「職務にふさわしい能力がない官吏がおります。9年待って官位を上げ下げしていては、統治が緩みすたれる恐れがあります。2年以上任用された者は巡按御史と両司が正確な調査をおこなって奏聞するようお願いします」と言上した。永楽帝はこれを聞き入れた。宗載は南京に帰るにあたって、交趾のものを一切持ち帰らなかった。祖母の喪に服した。1424年（永楽22年）10月、官に復帰して、詹事府丞に転じた。12月、吏部右侍郎に抜擢された。
1426年（宣徳元年）、宗載は命を受けて浙江の軍の粛正にあたった。1428年（宣徳3年）、湖広で木材の伐採を監督した。1435年（宣徳10年）、吏部侍郎の羅汝敬が陝西巡撫をつとめていて、罪に問われて免官された。羅汝敬は勅命を勝手に解釈して復職したが、吏部は何も言わなかった。御史の弾劾により、宗載は吏部尚書の郭璡とともに獄に下された。ほどなく釈放されて、南京吏部尚書に転じた。1443年（正統8年）5月、致仕した。1444年（正統9年）7月丁丑、家で死去した。享年は79。